# Босфорський університет (станція метро)
41°05′23″ пн. ш. 29°02′41″ сх. д. / 41.08972° пн. ш. 29.04472° сх. д.
Босфорський університет або Богазічі Универсітесі (тур. Boğaziçi Üniversitesi) — станція лінії М6 Стамбульського метро. Відкрита 19 квітня 2015 року.
Конструкція — односклепінна станція глибокого закладення з однією острівною платформою.
Розташована — на північному сході Бешикташа під проспектом Гісар-Устю-Ніспетіє.